# Temporada 1924-1925 del FC Barcelona
Les dades més destacades de la temporada 1924-1925 del Futbol Club Barcelona són les següents:

## 1924

### Novembre
- 30 novembre - Campionat de Catalunya. Jornada 7. Derrota del Barça a Les Corts (0-1) davant el Terrassa FC, que s'imposa amb un gol de cap de Gràcia a cinc minuts del final
- 25 novembre - La directiva contesta la carta d'Alcántara refermant-se en la voluntat d'exigir disciplina als seus jugadors i sancionar-ne qualsevol trencament.
- 24 novembre - Paulino Alcántara fa pública una carta adreçada a la directiva en la qual diu no sentir-se reconegut ni respectat i manifesta el seu desig d'abandonar el club
- 23 novembre - Campionat de Catalunya. Jornada 6. El partit Barça-Espanyol a Les Corts és suspès a la mitja part per l'àrbitre biscaí Serrano. Alcántara és lesionat per Saprissa, Samitier és expulsat rigorosament i tot acaba amb una batalla campal entre jugadors d'ambdós equips i llançament massiu de monedes sobre l'àrbitre.

### Desembre
- 3 desembre - El president Joan Gamper i el responsable de la secció atlètica del FCB senyor Cusell presenten a la premsa el festival atlètic - III Challenge Pere Prat que organitzarà el club.

## Fets destacats[1]
L'hongarès Poszony és el nou entrenador de l'equip, que guanya el Campionat de Catalunya i d'Espanya. El 23 novembre 1924 un Barcelona-Espanyol acaba a cops. Davant la pluja de monedes, l'àrbitre decideix suspendre el partit, que es tornarà a jugar el 15 de gener de 1925, a porta tancada.
A principis de desembre de 1924 es commemoren les noces de plata de l'entitat blaugrana, que té un total d'11.277 associats.
El 14 de juny de 1925, en un partit homenatge a l'Orfeó Català, una banda britànica va interpretar la Marxa Reial, rebuda amb una sonada xiulada que es van convertir en aplaudiments quan es va escoltar l'himne britànic. En plena dictadura de Primo de Rivera, les autoritats van clausurar les Corts per sis mesos i "van convidar" a Joan Gamper a abandonar el territori espanyol. El Club va viure una renovació interna que va portar a la presidència a Arcadi Balaguer, aquest va aconseguir que la sanció de Les Corts es reduís a 3 mesos.

## Plantilla[2][3]
|     |                           |      | Total | Total | Campionat de Catalunya | Campionat de Catalunya | Campionat d'Espanya | Campionat d'Espanya |
| P   | Jugador                   | País | PT    | Gols  | PT                     | Gols                   | PT                  | Gols                |
| --- | ------------------------- | ---- | ----- | ----- | ---------------------- | ---------------------- | ------------------- | ------------------- |
| POR | Franz Platko              |      | 22    | -19   | 14                     | -9                     | 8                   | -10                 |
| POR | Ramon Bruguera            |      | 0     |       |                        |                        |                     |                     |
| DEF | Emil Walter               |      | 22    |       | 14                     |                        | 8                   |                     |
| DEF | Josep Planas              |      | 13    |       | 9                      |                        | 4                   |                     |
| DEF | Leandre Solà              |      | 9     |       | 6                      |                        | 3                   |                     |
| DEF | Salvador Martínez Surroca |      | 1     |       |                        |                        | 1                   |                     |
| DEF | Francesc Coma             |      | 0     |       |                        |                        |                     |                     |
| MIG | Domènec Carulla           |      | 21    | 1     | 13                     | 1                      | 8                   |                     |
| MIG | Andreu Bosch              |      | 16    |       | 9                      |                        | 7                   |                     |
| MIG | Agustí Sancho             |      | 16    | 1     | 8                      |                        | 8                   | 1                   |
| MIG | Ramon Torralba            |      | 14    |       | 11                     |                        | 3                   |                     |
| MIG | Baldiri Elias             |      | 4     |       | 4                      |                        |                     |                     |
| MIG | Llobet II                 |      | 1     |       | 1                      |                        |                     |                     |
| MIG | Pere Llobet               |      | 0     |       |                        |                        |                     |                     |
| MIG | Lluís Blanco              |      | 0     |       |                        |                        |                     |                     |
| MIG | Francesc Pinyol           |      | 0     |       |                        |                        |                     |                     |
| DAV | Vicenç Piera              |      | 22    | 10    | 14                     | 3                      | 8                   | 7                   |
| DAV | Josep Samitier            |      | 20    | 19    | 12                     | 10                     | 8                   | 9                   |
| DAV | Emili Sagi                |      | 19    | 9     | 11                     | 4                      | 8                   | 5                   |
| DAV | Patrici Arnau             |      | 16    | 11    | 8                      | 4                      | 8                   | 7                   |
| DAV | Francesc Vinyals          |      | 10    |       | 9                      |                        | 1                   |                     |
| DAV | Cristòfol Martí           |      | 9     | 3     | 6                      | 3                      | 3                   |                     |
| DAV | Paulino Alcántara         |      | 3     |       | 1                      |                        | 2                   |                     |
| DAV | Paló                      |      | 3     |       | 3                      |                        |                     |                     |
| DAV | Armand Martínez Sagi      |      | 1     |       | 1                      |                        |                     |                     |
| DAV | Rafael Musterós           |      | 0     |       |                        |                        |                     |                     |
| DAV | Broad                     |      | 0     |       |                        |                        |                     |                     |
| DAV | José María Goiri          |      | 0     |       |                        |                        |                     |                     |
| DAV | Artur Cella I             |      | 0     |       |                        |                        |                     |                     |

## Classificació
| Competició             | Pos. | P  | PG | PE | PP | GF | GC | Campió       |
| ---------------------- | ---- | -- | -- | -- | -- | -- | -- | ------------ |
| Campionat de Catalunya | 1r   | 14 | 9  | 2  | 3  | 25 | 9  | FC Barcelona |
| Campionat d'Espanya    | C    | 8  | 6  | 0  | 2  | 22 | 10 | FC Barcelona |

## Resultats
| Amistosos |

| 7 setembre 1924 | FC Barcelona | 1 - 0 | Poble Nou | Barcelona                   |  |
|                 | Riera        |       |           | Camp de les Corts · Peris · |  |

| 7 setembre 1924 | FC Barcelona          | 3 - 0 | SK Moravská Slavia Brno | Barcelona                  |  |
|                 | Sancho · Lopez · Sagi |       |                         | Camp de les Corts · Vela · |  |

| 8 setembre 1924 | FC Barcelona             | 3 - 2 | SK Moravská Slavia Brno | Barcelona                      |  |
|                 | Alcantara · Broad · Sagi |       |                         | Camp de les Corts · Comorera · |  |

| 13 setembre 1924 | FC Barcelona      | 2 - 2 | Reial Societat | Barcelona                     |  |
|                  | Alcantara · Broad |       |                | Camp de les Corts · Vilalta · |  |

| 14 setembre 1924 | FC Barcelona | 0 - 0 | Reial Societat | Barcelona                      |  |
|                  |              |       |                | Camp de les Corts · Aramburo · |  |

| 21 setembre 1924 | FC Barcelona            | 3 - 0 | Torino | Barcelona                       |  |
|                  | Samitier · Sagi · Piera |       |        | Camp de les Corts · Larranaga · |  |

| 21 setembre 1924 | Terrassa FC | 2 - 0 | FC Barcelona | Barcelona            |  |
|                  |             |       |              | Terrassa · Hertzer · |  |

| 24 setembre 1924 | FC Barcelona | 1 - 1 | Torino | Barcelona                       |  |
|                  | Sagi         |       |        | Camp de les Corts · Larranaga · |  |

| 28 setembre 1924      | FC Barcelona | 1 - 0 | RCD Espanyol | Barcelona                                          |  |
| Copa Jose Mas I Navas | Samitier     |       |              | Camp de les Corts · 30.000 espectadors · Llovera · |  |

| 28 setembre 1924 | CE Manresa | 3 - 2 | FC Barcelona | Barcelona            |  |
|                  |            |       |              | Manresa · Comorera · |  |

| 4 octubre 1924 | València CF | 2 - 0 | FC Barcelona | València                    |  |
|                |             |       |              | Mestalla · Pelayo Serrano · |  |

| 5 octubre 1924 | València CF | 1 - 2 | FC Barcelona   | València                    |  |
|                |             |       | Marti · Planas | Mestalla · Pelayo Serrano · |  |

| 5 octubre 1924 | FC Barcelona | 1 - 0 | Terrassa FC | Barcelona              |  |
|                | Palo         |       |             | Les Corts · Comerera · |  |

| 1 novembre 1924 | FC Barcelona | 0 - 0 | Athletic Club | Barcelona             |  |
|                 |              |       |               | Les Corts · Llovera · |  |

| 2 novembre 1924 | FC Barcelona | 1 - 0 | Athletic Club | Barcelona             |  |
|                 | Hill         |       |               | Les Corts · Vilalta · |  |

| 7 desembre 1924 | FC Barcelona | 1 - 0 | Real Unión | Barcelona            |  |
|                 | Samitier     |       |            | Les Corts · Carcer · |  |

| 8 desembre 1924 | FC Barcelona    | 2 - 3 | Real Unión | Barcelona            |  |
|                 | Carmelo · Bosch |       |            | Les Corts · Carcer · |  |

| 21 desembre 1924 | Gimnàstic | 2 - 3 | FC Barcelona   | Barcelona             |  |
|                  |           |       | Sancho · Bosch | Tarragona · Villena · |  |

| 25 desembre 1924 | FC Barcelona       | 3 - 0 | IFK Göteborg | Barcelona             |  |
|                  | Sagi · Palo · Shaw |       |              | Les Corts · Villena · |  |

| 26 desembre 1924 | FC Barcelona | 1 - 2 | IFK Göteborg | Barcelona          |  |
|                  | Samitier     |       |              | Les Corts · Vela · |  |

| 28 desembre 1924 | FC Barcelona | 0 - 0 | DFC Prag | Barcelona             |  |
|                  |              |       |          | Les Corts · Llovera · |  |

| 1 gener 1925 | FC Barcelona | 0 - 1 | DFC Prag | Barcelona             |  |
|              |              |       |          | Les Corts · Arribas · |  |

| 4 gener 1925 | FC Barcelona | 2 - 1 | Boldklubben 1903 København | Barcelona             |  |
|              | Samitier     |       |                            | Les Corts · Villena · |  |

| 6 gener 1925 | FC Barcelona | 2 - 1 | Boldklubben 1903 København | Barcelona             |  |
|              | Samitier     |       |                            | Les Corts · Llovera · |  |

| 19 febrer 1925 | FC Barcelona | 2 - 0 | Esquadra Anglesa | Barcelona   |  |
|                |              |       |                  | Les Corts · |  |

| 8 marc 1925 | FC Barcelona | 1 - 0 | CE Júpiter | Barcelona   |  |
|             | Samitier     |       |            | Les Corts · |  |

| 29 marc 1925 | Girona FC | 3 - 1 | FC Barcelona | Barcelona          |  |
|              |           |       | Arnau        | Girona · Villena · |  |

| 12 abril 1925 | FC Barcelona | 2 - 2 | Nacional Montevideo | Barcelona              |  |
|               | Samitier     |       |                     | Les Corts · Girandin · |  |

| 13 abril 1925 | FC Barcelona    | 2 - 1 | Nacional Montevideo | Barcelona              |  |
|               | Samitier · Sagi |       |                     | Les Corts · Girandin · |  |

| 13 abril 1925 | CF Badalona | 2 - 1 | FC Barcelona  | Barcelona           |  |
|               |             |       | Martinez Sagi | Badalona · Marine · |  |

| 16 maig 1925 | FC Barcelona | 1 - 0 | Birmingham City FC | Barcelona              |  |
|              | Musteros     |       |                    | Les Corts · Lloveras · |  |

| 17 maig 1925 | FC Barcelona       | 2 - 0 | Birmingham City FC | Barcelona              |  |
|              | Alcantara · Sastre |       |                    | Les Corts · Balaguer · |  |

| 21 maig 1925 | Athletic Club | 3 - 0 | FC Barcelona | Bilbao                         |  |
|              |               |       |              | Estadi de San Mamés · Torres · |  |

| 24 maig 1925 | Athletic Club | 3 - 0 | FC Barcelona | Bilbao                         |  |
|              |               |       |              | Estadi de San Mamés · Torres · |  |

| 31 maig 1925 | FC Barcelona            | 3 - 0 | FC Gracia | Barcelona          |  |
|              | Sagi · Musteros · Arnau |       |           | Les Corts · Vela · |  |

| 7 juny 1925 | FC Barcelona   | 2 - 1 | CE Europa | Barcelona             |  |
|             | Sancho · Arnau |       |           | Les Corts · Villena · |  |

| 11 juny 1925 | CE Sabadell FC | 0 - 2 | FC Barcelona         | Barcelona          |  |
|              |                |       | Musteros · Alcantara | Sabadell · Vidal · |  |

| 14 juny 1925          | FC Barcelona             | 3 - 0¹ | CE Júpiter | Barcelona             |  |
| Copa Compte de Lavern | Sagi · Alcantara · Marti |        |            | Les Corts · Vilalta · |  |

- 1. El public va xiular l,himne Espanyol. L,autaritat militar clausura el club per sis mesos i cesa a Gamper com a president del Club pels incidents, obliganlo a marxar immediatament a l,estranger.

| Campionat de Catalunya |

| 12 octubre 1924 | FC Barcelona | 1 - 1 | FC Martinenc | Barcelona           |  |
| Jornada 1       | Sagi         |       | Gol          | Camp de les Corts · |  |

| 19 octubre 1924 | US Sants | 0 - 2 | FC Barcelona       | Barcelona                 |  |
| Jornada 2       |          |       | Samitier · Carulla | Camp del carrer Galileu · |  |

| 26 octubre 1924 | CE Europa | 0 - 1 | FC Barcelona | Barcelona |  |
| Jornada 3       |           |       | Samitier     | Llobera · |  |

| 9 novembre 1924 | Gràcia FC | 1 - 1 | FC Barcelona | Barcelona           |  |
| Jornada 4       | Soler     |       | Martí        | Camp de les Corts · |  |

| 19 novembre 1924 | CS Sabadell                       | 3 - 1 | FC Barcelona | Sabadell               |  |
| Jornada 5        | Torralba (p.p.) · Bertran · Mateu |       | Martí        | Camp de la Creu Alta · |  |

| 23 novembre 1924 | FC Barcelona | 0 - 0 suspès² | RCD Espanyol | Barcelona                     |  |
| Jornada 6        |              |               |              | Camp de les Corts · Serrano · |  |

| 30 novembre 1924 | FC Barcelona | 0 - 1 | Terrassa FC | Barcelona           |  |
| Jornada 7        |              |       | Gràcia 87'  | Camp de les Corts · |  |

| 11 gener 1925 | FC Martinenc | 0 - 3 | FC Barcelona     | Barcelona |  |
| Jornada 8     |              |       | Samitier · Martí |           |  |

| 15 gener 1925               | FC Barcelona | 0 - 1 | RCD Espanyol | Barcelona                                                 |  |
| 15:00 Jornada 6 (repetició) |              |       | Zabala       | Camp de les Corts · porta tancada espectadors · Llobera · |  |

| 18 gener 1925 | FC Barcelona        | 2 - 1 | US Sants | Barcelona           |  |
| Jornada 9     | Sagi · Samitier 39' |       | Gol      | Camp de les Corts · |  |

| 25 gener 1925 | FC Barcelona                 | 3 - 1 | CE Europa | Barcelona                     |  |
| Jornada 10    | Samitier 10' 75' · Arnau 35' |       | Cella     | Camp de les Corts · Vilalta · |  |

| 1 febrer 1925 | FC Barcelona | 1 - 0 | FC Gràcia | Barcelona                     |  |
| Jornada 11    | Sagi         |       |           | Camp de les Corts · Arribas · |  |

| 8 febrer 1925 | FC Barcelona            | 3 - 0 | CS Sabadell | Barcelona           |  |
| Jornada 12    | Arnau · Samitier · Sagi |       |             | Camp de les Corts · |  |

| 16 febrer 1925 | RCD Espanyol | 0 - 1 | FC Barcelona | Barcelona  |  |
| Jornada 13     |              |       | Samitier     | Lloberas · |  |

| 25 febrer 1925 | Terrassa FC | 0 - 6 | FC Barcelona             | Terrassa |  |
| Jornada 14     |             |       | Piera · Arnau · Samitier |          |  |

- 2 L'àrbitre va suspendre el partit al descans per evitar més incidents, repetint-se el partit posteriorment i anul·lant aquest.

| Campionat d'Espanya |

| 1 març 1925 | FC Barcelona                       | 7 - 3 | València FC            | Barcelona                       |  |
| Jornada 1   | Piera 2' · Samitier 35' 46' · Sagi |       | Cubells 54' · Montes · | Camp de les Corts · Steinborn · |  |

| 15 març 1925 | RSA Stadium | 1 - 5 | FC Barcelona         | Saragossa           |  |
| Jornada 3    | Lozano      |       | Piera · Arnau · Sagi | Espinosa (Centro) · |  |

| 22 març 1925 | València FC | 1 - 1 | FC Barcelona | València             |  |
| Jornada 4    | Rino        |       | Arnau        | Estadi de Mestalla · |  |

| 5 abril 1925 | FC Barcelona             | 8 - 0 | RSA Stadium | Barcelona                            |  |
| Jornada 6    | Piera · Arnau · Samitier |       |             | Camp de les Corts · Calderón (Sud) · |  |

| 19 abril 1925      | FC Barcelona            | 3 - 2 | Athletic Club de Madrid   | Barcelona                       |  |
| Semifinals - anada | Samitier 30' · Sagi 62' |       | Palacios 31' · Tudori 58' | Camp de les Corts · Gacituaga · |  |

| 26 abril 1925        | Athletic Club de Madrid | 2 - 1 | FC Barcelona | Madrid                                                  |  |
| Semifinals - tornada | Pololo · Palacios       |       | Sagi         | Estadio Metropolitano · 25.000 espectadors · Escurdia · |  |

| 3 maig 1925           | FC Barcelona | 2 - 1 | Athletic Club de Madrid | Saragossa |  |
| Semifinals - desempat | Arnau · Sagi |       | Palacios                |           |  |

| 10 maig 1925 | FC Barcelona             | 2 - 0 | Arenas Club de Getxo | Sevilla                                                       |  |
| 16:30 Final  | Samitier 9' · Sancho 34' |       |                      | Estadio Reina Victoria · 6.000 espectadors · Balaguer (Sud) · |  |